# Нові Безрадичі
Но́ві Безрадичі — село в Україні, в Обухівському районі Київської області. Населення становить 304 осіб. У селі знаходяться будинки українських політиків Віктора Ющенка, Михайла Дорошенка, Івана Плачкова, Олексія Івченка.
Метричні книги, клірові відомості, сповідні розписи церкви Різдва Пресвятої Богородиці с. Нові Безрадичі (приписні с.*Старі Безрадичі, хут. Козин) XVIII ст. — Київської сот. Київський п., з 1781 р. Київського пов. Київське нам., з 1797 р. Київського пов. і губ.; ХІХ ст. — Великодмитрівської волості Київського пов. Київської губ. зберігаються в ЦДІАК України.

## Населення

### Мова
Розподіл населення за рідною мовою за даними перепису 2001 року:
| Мова            | Кількість | Відсоток |
| --------------- | --------- | -------- |
| українська      | 295       | 97,04%   |
| російська       | 8         | 2,63%    |
| інші/не вказали | 1         | 0,33%    |
| Усього          | 304       | 100%     |

## Галерея

Місцева церква
Магазин

## Відомі люди
- Божко Олександр Іванович — український дипломат, літературознавець, перекладач творів вірменської літератури.
- Козак Валентина Спиридонівна — поетеса, сатирик, перекладач.